# 辛禮
辛禮（1447年—？），字用和，順天府良鄉縣人，萬全都司永寧衛官籍，明朝政治人物。

## 生平
順天府鄉試第二十一名舉人。成化二十三年（1487年）中式丁未科會試第二百三十二名，二甲第七十九名進士。授廣德州知州。

## 家族
曾祖辛少三；祖父辛英，千戶 贈武略將軍；父辛剛，千戶 武略將軍。母劉氏（封宜人）。具庆下。兄辛福（千户）。弟辛祯（千户）、辛祥、辛祺。